# Pretoria Convention

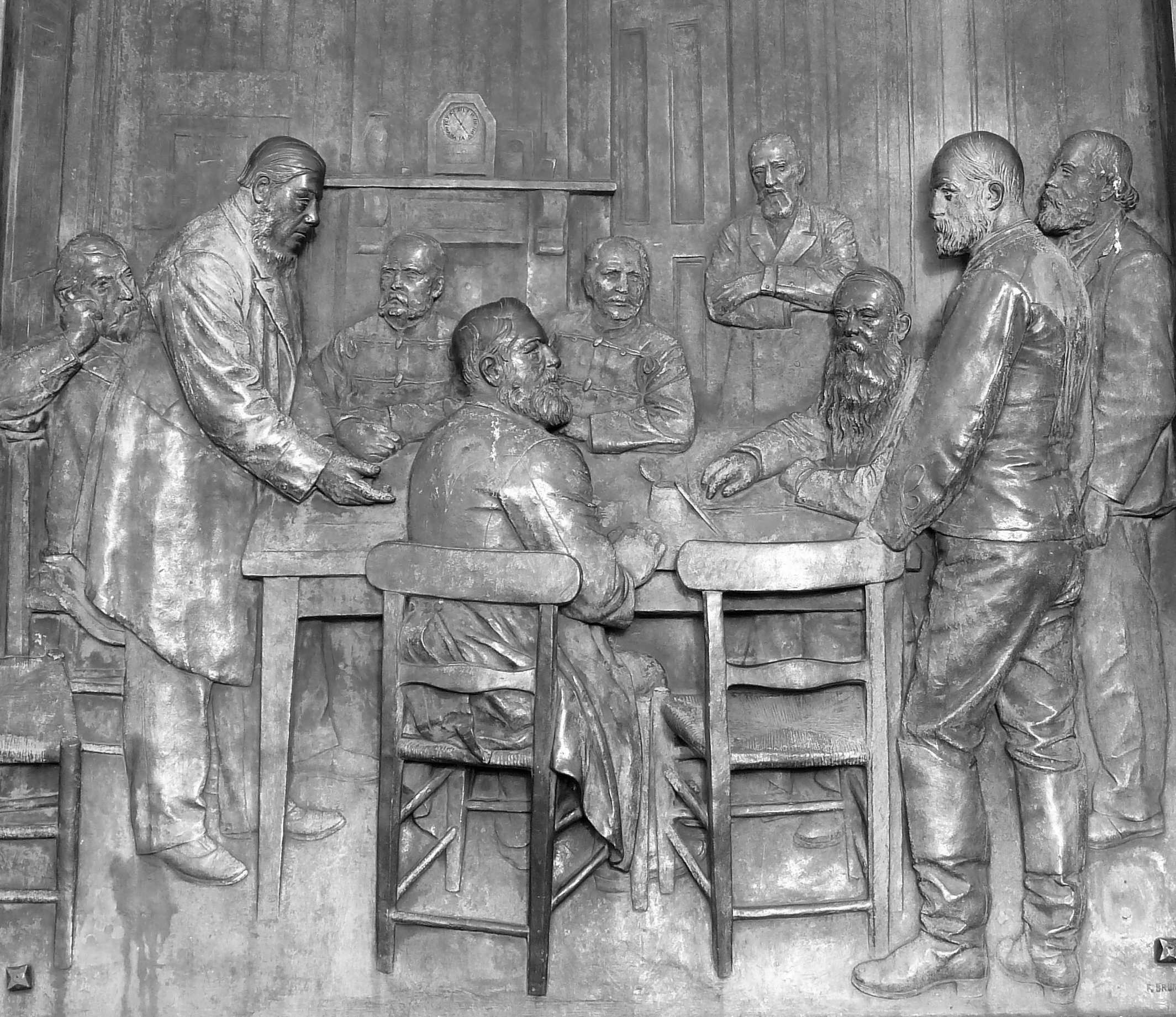
Pretoria Convention, Darstellung der Unterzeichnung

Die Pretoria Convention (englisch; niederländisch/afrikaans: Pretoria Covensie; deutsch etwa: „Abkommen von Pretoria“) war ein 1881 in Pretoria geschlossener Friedensvertrag zwischen dem Britischen Empire und den Buren in Transvaal im heutigen Südafrika.

## Geschichte
1877 annektierten die Briten die burische Südafrikanische Republik. Im darauffolgenden Ersten Burenkrieg von Dezember 1880 bis März 1881 setzten sich die Buren erfolgreich zur Wehr und gewannen mehrere Schlachten gegen britische Truppen. Am 3. August 1881 wurde die Pretoria Convention unterzeichnet. Sie wurde jedoch erst gültig, nachdem der Volksraad des im Abkommen Transvaal genannten Gebietes den Vertrag am 25. Oktober 1881 ratifiziert hatte.
Damit erlangten die Buren des Transvaal die Regierungsverantwortung zurück, allerdings unter britischer Suzeränität. Ein British resident wurde in Transvaal installiert, die britischen Truppen verließen gemäß dem Abkommen Transvaal jedoch. Zu den Vereinbarungen gehörte auch die Freilassung des Bapedi-Herrschers Sekhukhune (im Abkommen Sekukuni genannt), dessen starke Stellung ein Auslöser des Krieges gewesen war. Schwarze waren jedoch anderen Einwohnern gegenüber schlechter gestellt; so durften sie nur in Gebieten leben, die ihnen von der Native Location Commission (etwa: „Kommission für Wohnorte der Eingeborenen“) zugewiesen wurden. Auch durften sie keine Unternehmen gründen. Die Unabhängigkeit Swasilands an der Ostgrenze Transvaals wurde bestätigt.
Die Pretoria Convention wurde unter anderem vom britischen High Commissioner Evelyn Wood und vom zukünftigen Präsidenten Transvaals, Paul Kruger, unterzeichnet.
Die 1884 vereinbarte London Convention hob die Bestimmungen der Pretoria Convention teilweise auf.